# Титов, Александр Васильевич
Александр Васильевич Титов (22 февраля 1921, Иунинцы — 13 декабря 1981, Краснодар) — советский архитектор и педагог. Заслуженный архитектор РСФСР (1969). Кандидат архитектуры (1959), профессор (1972), заведующий кафедрой архитектуры гражданских и промышленных зданий Кубанского политехнического института.

## Биография

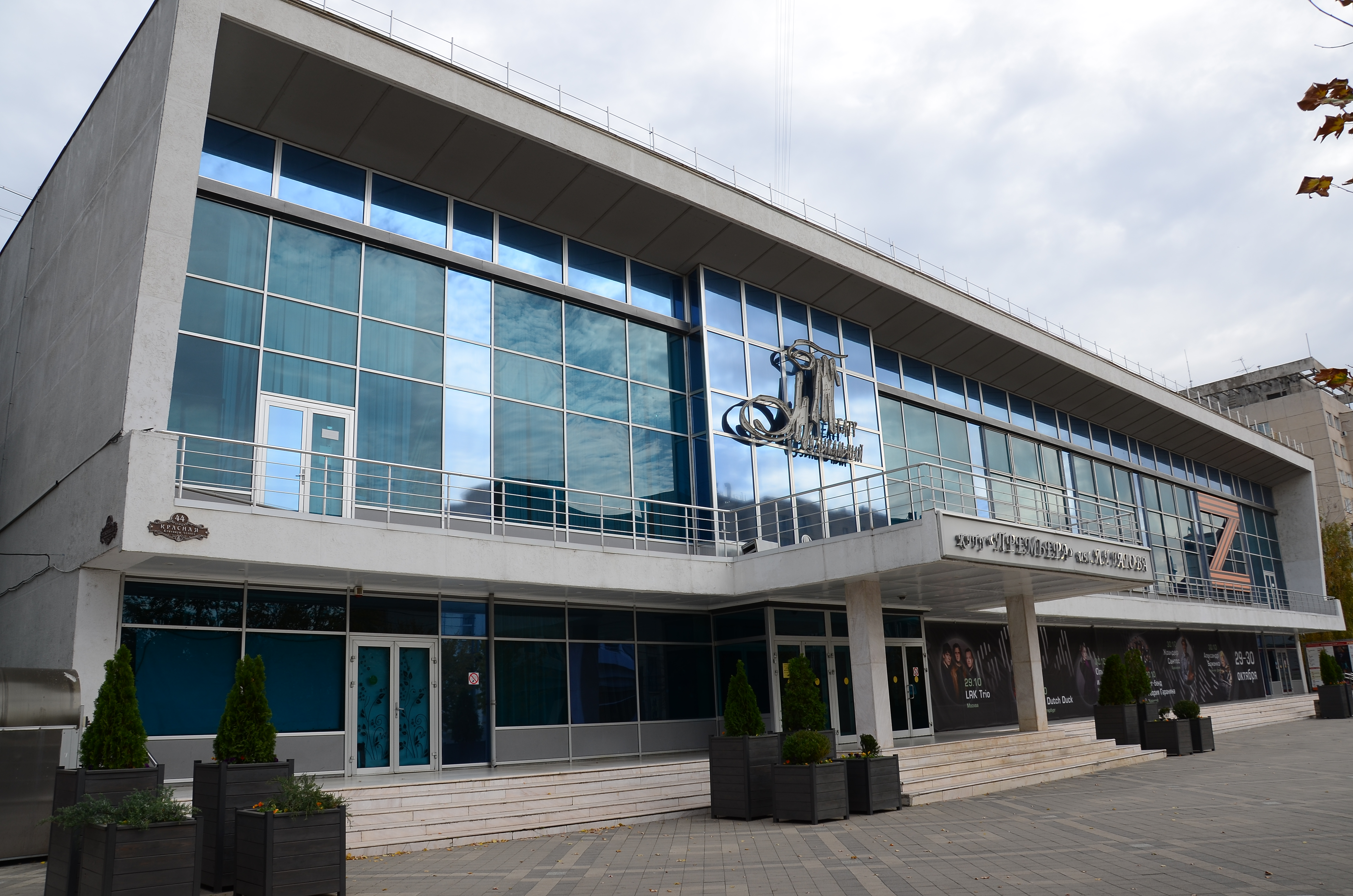
Театр оперетты в Краснодаре

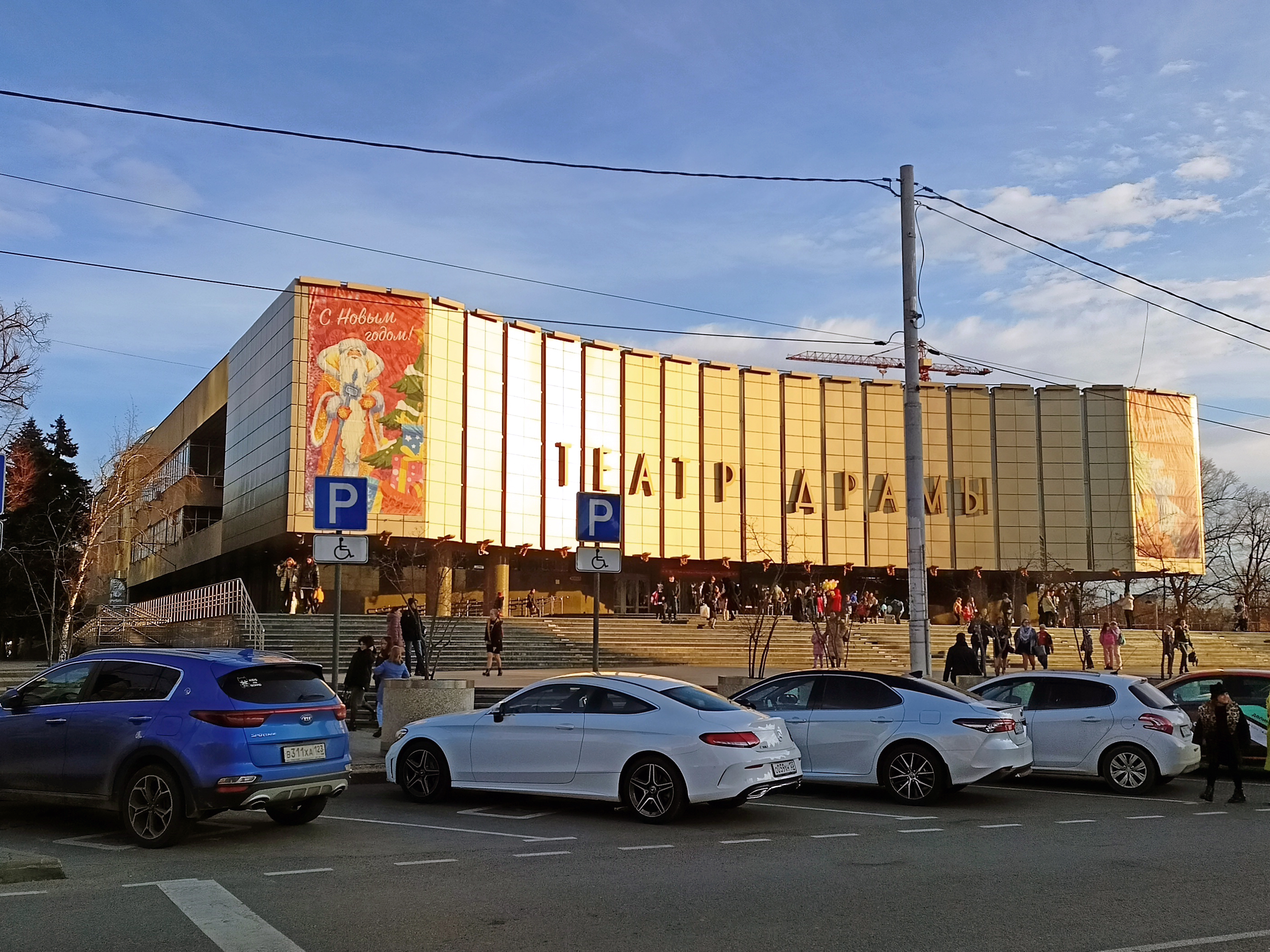
Театр драмы в Краснодаре

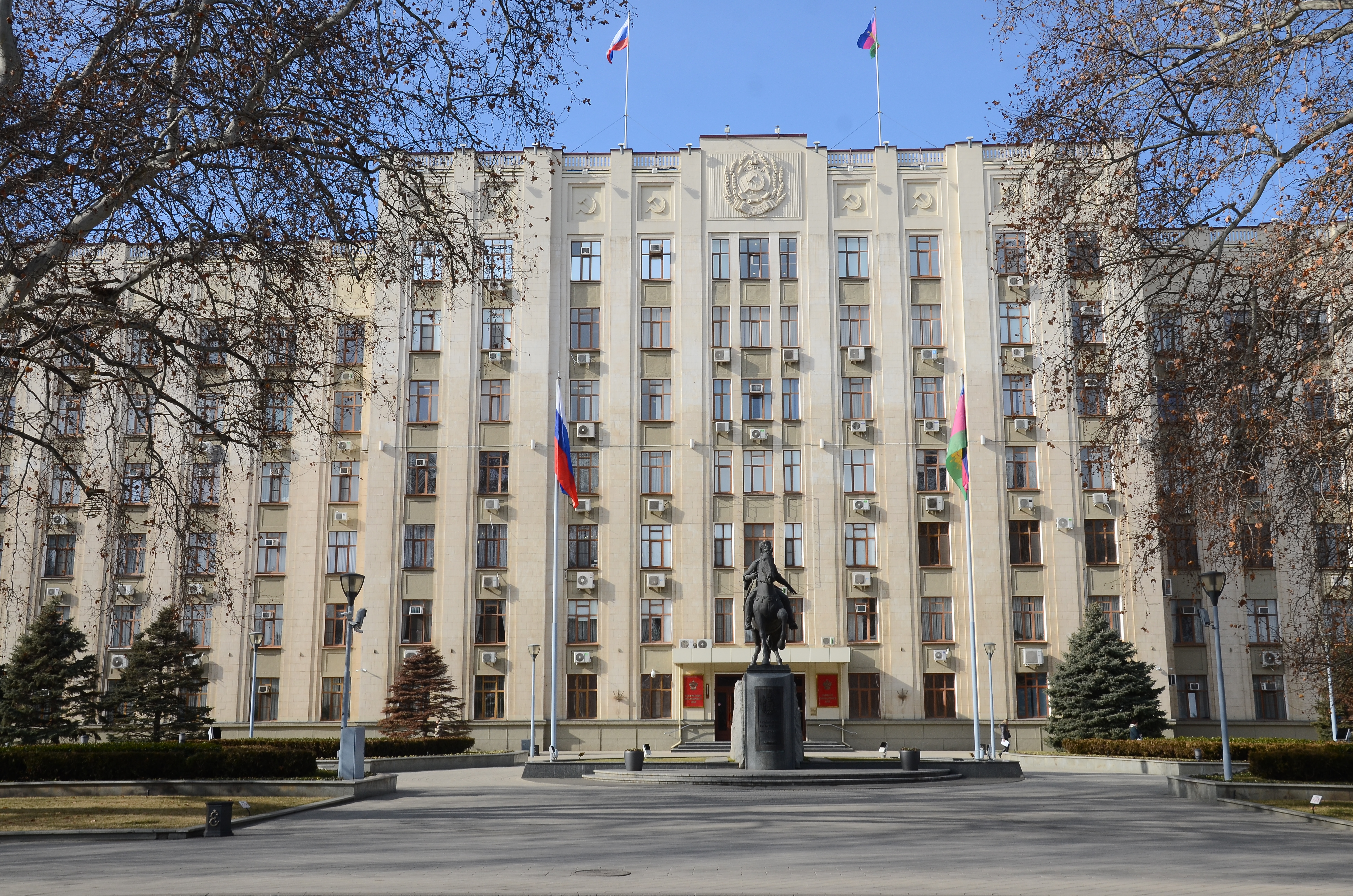
Дом Советов в Краснодаре

Родился 22 февраля 1921 года в деревне Иунинцы Вятской губернии (ныне в Кировской области России) в многодетной крестьянской семье. Окончил среднюю школу, и в 1938 году поступил в Московский архитектурный институт.
После начала Великой Отечественной войны прервал учёбу, и в августе 1941 года был призван в Красную Армию. Обучался на фортификационном факультете Военно-инженерной академии имени В. В. Куйбышева, а в октябре был переведён в Высшую школу Генштаба Красной Армии курсантом Разведшколы. С 1942 года воевал на фронте. Участвовал в боях на Закавказском, Северо-Кавказском, 3-м и 4-м Украинских фронтах. В 1945—1946 годах служил в Румынии, Болгарии, Югославии, Венгрии, Австрии.
В 1946 году был уволен в запас в звании капитана и продолжил учёбу в Московском архитектурном институте. После окончания института в 1948 году был направлен на работу в Краснодар. Занимался послевоенным восстановлением города. В 1950—1963 годах — главный архитектор проектов института «Краснодаргражданпроект». Спроектировал и построил множество общественно-административных и жилых зданий в Краснодаре и других городах страны.
С 1963 года заведовал кафедрой архитектуры в Кубанском политехническом институте. Был одним из инициаторов создания в институте инженерно-строительного факультета. До 1974 года совмещал преподавательскую деятельность с работой в проектном институте «Краснодарграждланпроект».
Окончил аспирантуру Академии строительства и архитектуры СССР и в 1960 году защитил диссертацию на соискание ученой степени кандидата архитектуры по теме «Особенности проектирования типовых жилых зданий в условиях Северного Кавказа». Автор более 40 работ, в том числе монографии «Жилищное строительство и местные природно-климатические условия».
Член центрального правления Союза архитекторов СССР. На протяжении 15 лет возглавлял Краснодарское отделения Союза архитекторов. Избирался делегатом съездов архитекторов СССР и V конгресса Международного союза архитекторов. Неоднократно избирался депутатом Краснодарского городского совета. Являлся членом крайисполкома, членом учёного совета Кубанского политехнического института.
Умер 13 декабря 1981 года.

## Работы
- Административное здание краевых организаций в Целинограде (1965)[2]
- Дом Советов в Актюбинске (с 1965)[2]
- Театр оперетты в Краснодаре (1966)[2]
- Дом Советов в Краснодаре (1-я очередь — 1960; 2-я очередь — 1969)[2]
- Театр драмы в Краснодаре (1968—1973, совместно с архитектором Р. Ф. Райловым)[2]
- Общественное здание в Краснодаре (с 1968, совместно с архитектором И. А. Пушкиным и инженером В. В. Кузнецовой)[2]
- Краснодарская краевая филармония (реконструкция Зимнего театра)[1]
- Жилые дома по улице Мира в Краснодаре[1]
- 7-этажная гостиница «Кавказ» в Краснодаре[1]
- 12-этажное здание института «Краснодаргражданпроект»[1]

## Награды и звания
- Заслуженный архитектор РСФСР (1969)[3]
- орден Красной Звезды[3]
- орден Трудового Красного Знамени[3]
- медаль «За боевые заслуги»[3]
- медаль «За отвагу»[3]
- медаль «За взятие Будапешта»[3]
- медаль «За оборону Кавказа»[3]
- медаль «За победу над Германией в Великой Отечественной войне 1941—1945 гг.»[3]
- медаль «За освоение целинных земель»[1]
- медаль «За доблестный труд. В ознаменование 100-летия со дня рождения Владимира Ильича Ленина»[1]

## Память
- В 2011 году в Краснодаре на фасаде дома 44 по улице Мира, где жил А. В. Титов, была установлена мемориальная доска[1].
- В 2020 году имя А. В. Титова получила одна из улиц Краснодара — улица Архитектора Титова[1].
- Согласно решению Краснодарского регионального отделения Союза архитекторов России 2021 год в Краснодарском крае был объявлен годом имени А. В. Титова[1].
- В 2021 году в Краснодарском крае была утверждена награда имени архитектора А. В. Титова за лучшую студенческую работу в конкурсе Международного фестиваля «Дни архитектуры», ежегодно проходящего в Краснодаре[1].
- Решением учёного совета Кубанского государственного технологического университета в 2021 году имя А. В. Титова было присвоено кафедре архитектуры гражданских и промышленных зданий Института строительства и транспортной инфраструктуры[1].
- В 2021 году в музее Кубанского государственного технологического университета была открыта экспозиция, посвящённая А. В. Титову[1].

## Сочинения
- Жилищное строительство и местные природно-климатические условия, Краснодар, 1961.